# 38019 Jeanmariepelt
38019 Jeanmariepelt è un asteroide della fascia principale. Scoperto nel 1998, presenta un'orbita caratterizzata da un semiasse maggiore pari a 3,1365330 UA e da un'eccentricità di 0,0944643, inclinata di 15,32065° rispetto all'eclittica.